# Эбтекар, Масумех
Масумех Эбтекар (перс. ممعصومه ابتکار‎) — политический и государственный деятель Ирана. Вице-президент Ирана по делам женщин и семьи (2017—2021).

## Биография
Родилась 21 сентября 1960 года в иранском городе Тегеране, училась в средней школе в Соединённых Штатах Америки. Её имя переводится как «невинная водяная лилия». Высшее образование Масумех получила в Иране, защитив докторскую степень по иммунологии. В 1979 году Масумех Эбтекар была пресс-секретарем для студентов, которые взяли в заложники дипломатов в американском посольстве, пресса дала ей прозвище «Мэри». В 1981 году Мохаммад Хатами назначил её редактором англоязычной газеты «Kayhan International». Хатами сам руководил газетой до своего назначения на должность министра культуры Ирана в 1982 году.
В 1997 году Мохаммад Хатами победил на президентских выборах в Иране и назначил Масумех Эбтекар вице-президентом страны, она стала первой женщиной занявшей эту должность. В декабре 2002 года Масумех была одним из основателей Женской партии Ирана, наряду с другими известными женщинами этой страны. Партия является одним из подразделений Исламского иранского фронта участия. Масумех Эбтекар принимала меры по борьбе с загрязнением воздуха в Тегеране и устранением экологических проблем в Персидском заливе. В 2005 году на президентских выборах в Иране победил Махмуд Ахмадинежад и Масумех Эбтекар была снята с должности вице-президента страны.
В 2013 году на президентских выборах в Иране победил Хасан Рухани и Масумех Эбтекар заняла должность вице-президента страны во второй раз. В декабре 2016 года она дала интервью телеканалу Аль-Джазира о роли Ирана в Сирийской гражданской войне.